# فريتز إدوين تشرتش
فريتز إدوين تشرتش (بالإنجليزية: Frederic Edwin Church)‏ هو مسافر ورسام أمريكي، ولد في 4 مايو 1826 في هارتفورد في الولايات المتحدة، وتوفي في 7 أبريل 1900 في نيويورك في الولايات المتحدة. كان شخصية بارزة في مدرسة نهر هدسون لفناني المناظر الطبيعية الأمريكيين، مشهور برسم المناظر الطبيعية الكبيرة، مصورًا في أغلب الأوقات الجبال والشلالات وغروب الشمس. تُركز رسومات تشرتش على التفاصيل الواقعية وإدخال الضوء بطريقة دراماتيكية وعلى المناظر البانورامية. كان يعرض بعض أعماله الكبرى لأول مرة في معارض مؤلفة من لوحة واحدة للمشاهدين ممن يدفعون بسخاء في مدينة نيويورك. في ريعان شبابه، كان واحدًا من أشهر الرسامين في الولايات المتحدة.

## أسلوبه وتأثيراته
كانت المدرسة الإبداعية في الفن (الرومانتيكية) بارزة في بريطانيا وفرنسا في أوائل القرن التاسع عشر كحركة معاكسة للعقلانية الخاصة بعصر التنوير. كثيرًا ما صور فنانو الفترة الرومانتيكية الطبيعية بمشاهِد مثالية مثلت جمال الطبيعة وغناها، مع التركيز أحيانًا على نطاقها الواسع. استمر هذا التقليد في أعمال تشرتش، الذي رسم فيها الطبيعة المتماهية في اللانهاية بمثالية، بارزةً بفنه التفصيلي المفرط. ساعد على إبراز الطبيعة خطوط الأفق المنخفضة مع هيمنة السماء على الجزء الأكبر من اللوحة. غالبًا ما كان تشرتش «يُخفي» آثار فرشاته فيظهر سطح اللوحة ناعمًا وتبدو «شخصية» الرسام غائبة.
كان تشرتش نتاج الجيل الثاني من مدرسة هادسن ريفر، حركة في فن رسم المناظر الطبيعية الأميركي، أُسست من قِبل معلّمه توماس كول. كان كول وتشرتش بروتستانتيين مؤمنين، ولعبت هذه المعتقدات دورًا في رسوماته، خصوصًا في لوحاته الأولى. اتسمت رسومات مدرسة هادسن ريفر بالتركيز على البيئات الرعوية التقليدية، خصوصًا جبال كاتسكيل، وخصائصها الرومانتيكية. حاولوا تصوير الواقعية البرية لأميركا المضطربة التي كانت تزول بسرعة، وإظهار التقدير للجمال الطبيعي. تُظهر أعماله الرائدة في رسم الطبيعية الأمريكية «المنظور التوسعي والمتفائل للولايات المتحدة في منتصف القرن التاسع عشر». اختلف تشرتش عن كول في مواضيع رسوماته: فضّل المَشاهد الطبيعية والمَهيبة كثيرًا على ميل كول تجاه الرمزية، ومع ذلك كان يُعاد النظر في أعمال تشرتش من ناحية المواضيع المطروحة ومدلولاتها.
كان المستكشف والعالم البروسي ألكسندر فون هومبولت ذو تأثير كبير على تشرتش. في كتابه كوسموس، طرح هومبولت رؤية حول الترابط بين العلم والعالم الطبيعي والأمور الروحية. امتلك تشرتش الكتاب، وكان فيه فصل مخصص لرسومات المناظر الطبيعية؛ أعطى هومبولت دورًا هامًا للفنان المرئي في تصويره لتنوع الطبيعة «بطريقة علمية»، خصوصًا في العالم الحديث. مع بدء تحويل نظرية تشارلز داروين لأفكار هومبولت الخاصة بوحدة الوجود، بحث مؤرخو الفن كيف بيّن رسم تشرتش هذا الاضطراب في نظرته للعالم.
الناقد الفني الإنجليزي جون راسكين كان ذو تأثير كبير أيضًا على تشرتش. يشدد راسكين في كتابه الفنانين الحديثين، على المعاينة الدقيقة للطبيعة: «الواجب الأساسي لرسام المناظر الطبيعية هو أن ينزل إلى أدنى التفاصيل مع اهتمامٍ كامل لا يكل. كل صنف من الصخور، كل نوع من التضاريس، كل شكل للغيوم، يجب أن تُدرس باجتهاد مماثل، وتُرسم بدقة متساوية». يجب أن يُجمع هذا الاهتمام بالتفاصيل مع مخيلة وتأويل وبصمة الفنان للحصول على فن عظيم. في حين كانت لوحات تشرتش تُمتدح على نطاق واسع في خمسينيات وستينيات القرن التاسع عشر، وجد بعض النقاد أن مناظره العامة المفصلة (في اللوحات) تنقصها سعة الخيال أو الشاعرية. في كتابه الرسامين الأمريكيين في عام 1879، كتب جورج دبليو. شيلدن عن لوحات تشرتش: «يكاد يكون من غير الضروري... شرح ما هو عيبهم الرئيسي، لأنه، وبحلول هذا الوقت، لا بد وأن ذلك العيب قد عرفه تقريبًا كل مُحب ذكي أميركي للفن. يتمثل في وضع التفاصيل على حساب وحدة الإحساس وقوته.... صادقين وجميلين، لكن ليسوا بغنى وجودهم في الشعر، عبق، الشعر. الحقائق الروحية والسامية للطبيعة هي المنزل الحقيقي لفن المناظر الطبيعية».
تتصل بعض رسومات تشرتش وتتأثر بأسلوب رسم المناظر الطبيعية الضوئي أيضًا. يميل الفن الضوئي لإبراز خطوط الأفق، واستخدام الضوء غير المنتشر، وإخفاء آثار فرشاة الرسم وبذلك تكون لمسة الفنان أو «شخصيته»، ظاهرة بشكل أقل للمُشاهد. يعتبر أحد الكتب الخاصة بعرض الرسومات لوحة تشرتش صباح في المناطق المدارية وشفق في البرية أنها تُبرز الأسلوب «الدقيق لموهبة الرسام ودقته في استخدام الألوان العميقة»، بينما لوحات كوتوباكسي والبارثينون «تجسد مثالًا عن الأسلوب...وبنائهم البانورامي». إلا أن تشرتش لا يعد فنانًا ضوئيًا بشكل أساسي.

## سيرته المهنية
بدأ تشرتش مسيرته برسم مناظر كلاسيكية من مدرسة هادسن ريفر لمدينة نيويورك ونيوإنجلاند، لكن بحلول عام 1850، استقر في نيويورك. عرض فنه في الاتحاد الفني الأمريكي، ونادي بوسطن الفني، و-أكثر إثارة للإعجاب بالنسبة لفنان شاب- الأكاديمية الوطنية للتصميم. كانت طريقته في تشكيل الرسومات في مرسمه مبنية على رسومات تخطيطية أولية من الطبيعة. في السنوات الأولى من مسيرته المهنية، كان أسلوب تشرتش يعيد إلى الاذهان أسلوب معلّمه، توماس كول، وجسد أسلوبه أيضًا الأساليب التي تأسست عليها مدرسة هادسن ريفر. ابتعد عن منهج كول مع تطور أسلوبه: رسم بتفصيل أدق وأصبحت تشكيلاته أكثر إثارة من ناحية المظهر، مع تأثيرات ضوئية دراماتيكية أحيانًا.
ذهب تشرتش في رحلتين إلى أميركا الجنوبية في عام 1853 وعام 1857 وبقي معظم الوقت في مدينة كيتو في الإكوادور. كانت الرحلة الأولى مع رجل الأعمال سايروس وست فيلد، الذي موّل الرحلة، آملًا باستخدام رسومات تشرتش لإغراء المستثمرين بمشاريعه في جنوب أميركا. كان تشرتش مُلهَمًا باستكشافات ألكسندر فون هومبولت للقارة في أوائل القرن التاسع عشر؛ تحدى هومبولت الفنانين برسم «سيماء» جبال الأنديز. بعد نشر كتاب هومبولت سرد شخصي للرحلات إلى المناطق المعتدلة في أميركا عام 1852، انتهز تشرتش الفرصة للسفر والدراسة على خطى هومبولت. عندما عاد تشرتش عام 1857 مع الرسام لويس ريمي ميغنوت، أضاف لرسومات المناظر الطبيعية للمنطقة. بعد كِلا الرحلتين، قدم تشرتش عددًا من لوحات المناظر الطبيعية للإكوادور والأنديز، مثل أنديز الإكوادور (1855)، وكايامبيه (1858)، وقلب الأنديز (1859)، وكوتوباكسي (1862). قلب الأنديز، أشهر لوحات تشرتش، تصور أشكال تضاريسية عديدة مجتمعة في بورتريه مثالي وكبير للطبيعة. اللوحة كانت كبيرة جدًا، ومع ذلك ذات تفاصيل كثيرة؛ كل صنف من النباتات والحيوانات يمكن تحديده وتظهر العديد من المناطق المناخية في آن واحد.
كما فعل مع لوحته نياغرا سابقًا، عرض تشرتش لوحته قلب الأنديز لأول مرة في معرض مؤلف من لوحة واحدة في مدينة نيويورك. دفع آلاف الأشخاص لمشاهدة اللوحة، كان إطارها مسنودًا على الأرض ويظهر على شكل نافذة تطل على الأنديز. جلس المشاهدون على مقاعد للنظر إلى القطعة الفنية، استخدموا أحيانًا مناظير صغيرة من أجل الرؤية عن كثب، وعتّم تشرتش الغرفة بطريقة إستراتيجية مع تسليط الضوء على اللوحة. عُدّ هذا العمل نجاحًا مستمرًا. باعه تشرتش في النهاية بقيمة 10,000 دولار، أعلى سعر ممكن دفعه لعمل فنان أميركي حيّ في ذلك الوقت.
خلال الحرب الأهلية، أُلهم تشرتش لرسم لوحته رايتنا في السماء، والذي صُنع منها طبعة حجرية وبيعت لصالح عائلات جنود الاتحاد. في عام 1863، انتُخب زميلًا مساعدًا للأكاديمية الأمريكية للفنون والعلوم.
بحلول عام 1860، كان تشرتش أشهر فنان أميركي. في شبابه، كان يعد نجاحًا تجاريًا إلى جانب النجاح الفني. كان فن تشرتش مربحًا جدًا؛ قيل إنه يساوي نصف مليون دولار في وقت وفاته عام 1900.

## وصلات خارجية
- فريتز إدوين تشرتش على موقع الموسوعة البريطانية (الإنجليزية)
- فريتز إدوين تشرتش على موقع ميوزك برينز (الإنجليزية)
- فريتز إدوين تشرتش على موقع إن إن دي بي (الإنجليزية)
- فريتز إدوين تشرتش على موقع ديسكوغز (الإنجليزية)